# Anticolinérgico
Un anticolinérgico es un fármaco que sirve para reducir o bloquear los efectos producidos por la acetilcolina en el sistema nervioso central y el sistema nervioso periférico.
Los anticolinérgicos pueden actuar en diferentes zonas de acuerdo con su blanco específico en el sistema nervioso central o periférico:
- Antimuscarínicos. Bloquean los receptores muscarínicos de la acetilcolina.
- Bloqueadores ganglionares. Afectan los ganglios parasimpáticos nicotínicos y los ganglios simpáticos de acetilcolina.
- Bloqueadores neuromusculares. Bloquean los receptores nicotínicos de la acetilcolina, que se encuentran en las uniones neuromusculares.

## Historia

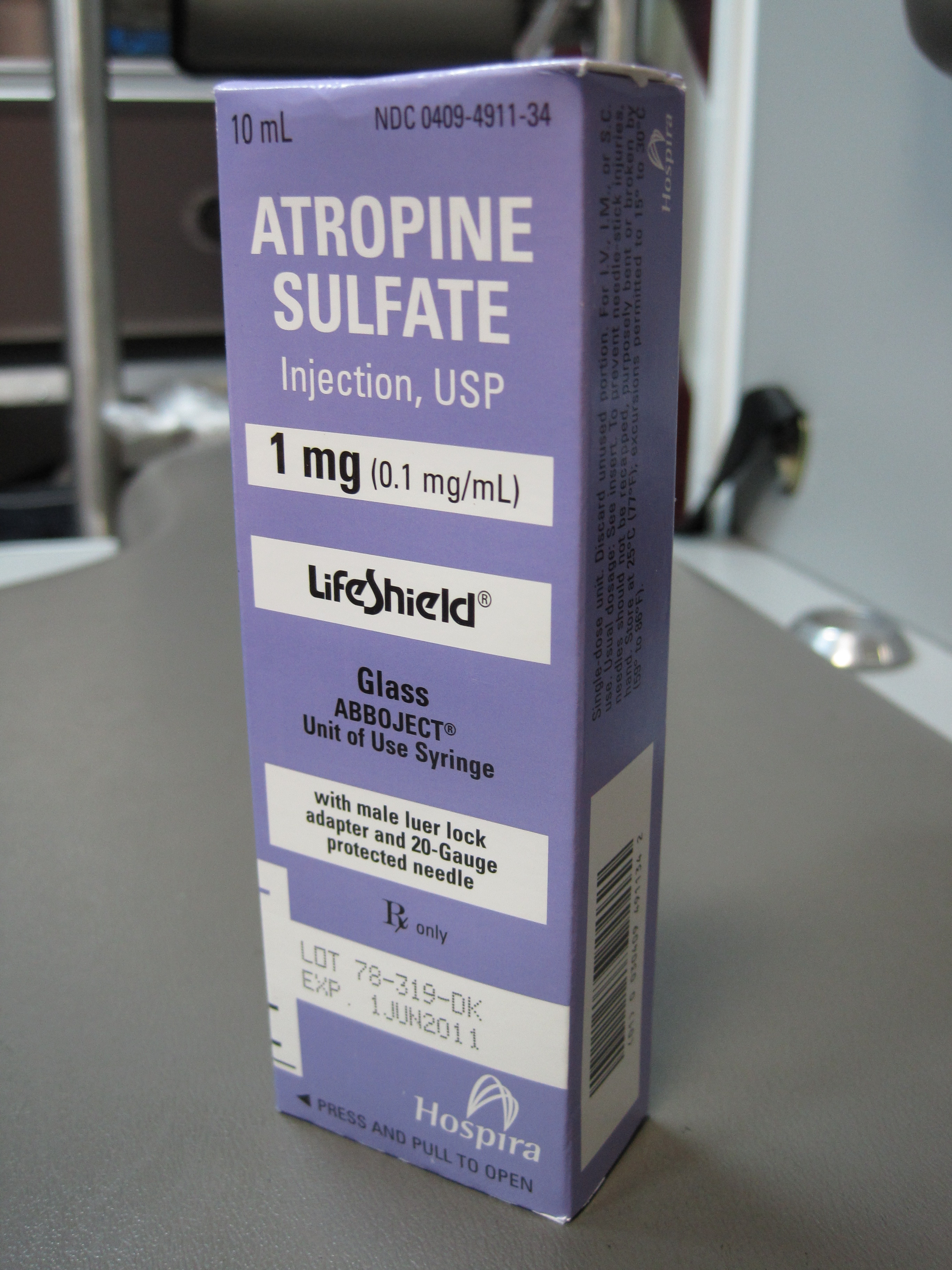
Atropina

Los anticolinérgicos se originaron de preparaciones botánicas de la belladonna, la datura u otras plantas de la familia de las solanáceas usadas por muchas civilizaciones antiguas en todo el mundo. La quema de las raíces, tallos y semillas de estas plantas libera potentes alcaloides uno de los cuales es un componente antimuscarínico, la atropina. La inhalación de estos compuestos se utilizó durante siglos para el tratamiento del asma bronquial, siendo probablemente los egipcios los primeros en utilizarlos con fines medicinales. También hay evidencia de su uso en la medicina ayurvédica y por los médicos griegos de la época de Hipócrates.

## Farmacodinámica

### Mecanismo de acción
Los anticolinérgicos son, habitualmente, antagonistas competitivos reversibles de alguno de los dos tipos de receptores de acetilcolina, y se clasifican de acuerdo al receptor que es afectado. Los agentes antimuscarínicos actúan sobre los receptores muscarínicos de acetilcolina y los agentes antinicotínicos actúan sobre los receptores nicotínicos de acetilcolina. La mayoría de los anticolinérgicos son antimuscarínicos.

### Efectos
Los efectos anticolinérgicos se oponen a los producidos fisiológicamente por la acetilcolina.
Los efectos más comunes, secundarios a la disminución de reactividad del músculo liso, son:
- Cardiovasculares.
  - Aumento de la frecuencia cardíaca
- Nerviosos.
  - Somnolencia
  - Mareos
- Respiratorios.[6]
  - Broncodilatación
- Gastrointestinales
  - Reducción de la peristalsis, estreñimiento.
  - Reflujo gastroesofágico.
- Secreciones.
  - Sequedad bucal por disminución de la salivación.
- Oculares.
  - Sequedad ocular por disminución en la producción de lágrimas.
  - Midriasis, visión borrosa
- Urinarios.[7]
  - Aumento de la capacidad urinaria.
  - Retención urinaria si hay hiperplasia prostática.

## Uso clínico
Los anticolinérgicos se ocupan para el tratamiento de la enfermedad pulmonar obstructiva crónica y trastornos urológicos tales como el síndrome de vejiga hiperactiva.

### Efectos adversos: demencia
El 25 de abril de 2018 se añadió una significativa masa de evidencias a las noticias anteriormente disponibles, de que los antidepresivos, los fármacos para la enfermedad de Parkinson, y los medicamentos urológicos, cuando tienen actividad anticolinérgica definida, aumentan el riesgo de que se presente demencia hasta veinte años después de haberlos recibido.
Era ya sabido que los anticolinérgicos afectan la cognición. Las guías indicaban que se ha de evitarlas en pacientes de edad avanzada o frágiles. La exposición prolongada a anticolinérgicos había sido vinculada a una disminución cognitiva, y a demencia en el largo plazo. Ello ha sido ratificado y tornado más preciso con los nuevos informes. Los investigadores utilizaron regresión logística condicional múltiple para evaluar a los pacientes con diagnóstico reciente de demencia entre abril de 2006 y julio de 2015, y para comparar sus prescripciones de anticolinérgicos 4 a 20 años antes del diagnóstico de demencia, frente a un grupo de control equiparado, pero de pacientes sin el trastorno. Los resultados iniciales indicaron que durante el periodo de exposición al fármaco, 
- a 14.453 (35,5%) pacientes-casos, y 86.403 (30,4%) pacientes de control, se les había prescripto al menos un medicamento con actividad anticolinérgica definida (con la mayor puntuación de carga cognitiva anticolinérgica [anticholinergic cognitive charge, ACB] de 3: amitriptilina, atropina, carisoprodol, ciproheptadina, clorpromazina, flufenazina, hidroxizina, imipramina, perfenazina, prometazina, tizanidina);

- a 1429 (3,5%) pacientes-casos, y 7909 (2,8%) de control se les habían ordenado fármacos con una puntuación de ACB intermedia, de 2: amantadina, bacloneno, cetirizina, clozapina, loperamida, loratadina, nortriptilina, olanzapina, paroxetina, pramipexol, tolterodina;

- y a la mayoría (89,4% de los pacientes-casos, y 87,1% de los de control) se les había prescripto un medicamento con una puntuación de ACB de 1 (posiblemente anticolinérgico: levodopa-carbidopa, entacapona, haloperidol, metoclopramida, mirtazapina, quetiapina, ranitidina, selegilina, trazodona, risperidona, ziprasidona).

El análisis demostró una relación "positiva y significativa" entre cualquier anticolinérgico con una puntuación de ACB de 1, 2, o 3, y demencia inicial, con las odds ratios o expectativas ajustadas (aOR) correspondientes de 1,10 (intervalo de confianza de 95% [IC 95%]: 1,06 - 1,15), 1,10 (IC 95%: 1,03 - 1,16), y 1,11 (IC 95%: 1,08 - 1,14). Un efecto dosis-respuesta (o variación concomitante) fue evidente para los fármacos con actividad anticolinérgica definida (ACB 2 y 3). Por lo que respecta a la clase de medicamento, los antidepresivos, los fármacos urológicos, y los antiparkinsonianos con actividad anticolinérgica definida (puntuación de ACB de 3), se relacionaron con la aparición de demencia. Las interrelaciones persistieron 15 a 20 años después de la exposición. Los fármacos digestivos con una puntuación de ACB de 3 no se vincularon distintivamente a la demencia. 
Estas interrelaciones "reflejan un riesgo evidente para los pacientes" y son congruentes con un estudio de cohortes estadounidenses de más de 3400 adultos mayores, que mostró un fuerte vínculo entre el uso de fármacos anticolinérgicos y el aumento del riesgo de demencia. No están claros los mecanismos que intervienen en el vínculo entre fármacos anticolinérgicos y demencia, pero estudios neuropatológicos en seres humanos y ratones indican que tales medicamentos inciden en alteraciones neurodegenerativas importantes. Por ejemplo, un reciente estudio de neuroimágenes mostró que el uso de fármacos anticolinérgicos (en comparación con la ausencia de uso) en adultos mayores cognitivamente normales, se correlacionaba con un aumento de la atrofia cerebral y el hipometabolismo, así como con mayor deficiencia de la memoria y la función ejecutiva, y un mayor riesgo de disfunción cognitiva

### Otros efectos adversos
Cuando una cantidad significativa de anticolinérgico circula por el organismo, se puede producir un cuadro tóxico conocido como síndrome anticolinérgico agudo.
En el ser humano esto puede ser producto de una prescripción errónea (iatrogenia) o ingesta excesiva accidental o premeditada. En este último caso, existe una causa de ingesta recreacional, si bien en los usuarios expertos de drogas es considerada la menos "entretenida", por la falta de euforia en sus efectos. La falta de disfrute subjetivo hace que sea una droga de bajo nivel de potencial adictivo.
La edad avanzada es un factor de riesgo importante para la producción de toxicidad, debido al descenso fisiológico de la producción de acetilcolina.
Signos de toxicidad en el sistema nervioso periférico son:
- Garganta y nariz secas por disminución en la producción de mucus.
- Cese de la respiración.
- Aumento de la temperatura corporal; secundariamente, aumenta como compensación la disipación de calor por la circulación cutánea, lo que lleva a la piel roja.
- Dilatación pupilar (midriasis); consecuentemente, hipersensibilidad a la luz brillante (fotofobia)
- Pérdida de la acomodación visual, llevando a la visión borrosa o cicloplegia)
- Visión doble o (diplopía).
- Aumento de la frecuencia cardíaca (taquicardia).
- Globo vesical.
- Íleo paralítico.
- Aumento de la presión intraocular. Glaucoma agudo.

Signos de toxicidad en el sistema nervioso central incluyen:
- Confusión.
- Desorientación.
- Agitación.
- Depresión respiratoria.
- Pérdida de memoria de corto plazo.
- Incapacidad de concentrarse.
- Pensamientos angustiantes.
- Incapacidad de mantener una idea en el pensamiento o fuga de ideas
- Habla incoherente.
- Mioclonías flácidas.
- Hipersensibilidad auditiva.
- Pensamiento ilógico.
- Trastornos visuales:
  - Fotofobia.
  - Destellos periódicos de luz, ya mencionados.
  - Cambios periódicos del campo visual.
  - Visión "de nevada".
  - Visión restringida o "en túnel".
- Alucinaciones de todos los sentidos:
  - Visión de ondulación de superficies y bordes.
  - Visión de superficies con texturas inexistentes.
  - Visión de líneas que se mueven o bailan, "arañas", "insectos".
  - Objetos animados indistinguibles de la realidad.
- Más raro: convulsiones, coma y muerte.

El síndrome anticolinérgico agudo es totalmente reversible, y subsiste solamente hasta que los niveles de la droga han descendido de los umbrales suprafisiológicos, en la medida que se excreta del organismo.

### Tratamiento de la toxicidad
Comúnmente, no es necesario tratamiento específico.
Sin embargo, en los casos más graves, especialmente aquellos que involucran un compromiso importante del estado mental, puede ocuparse un agente colinérgico específico, como la fisostigmina.